# Expo Line
| Ein Zug der Expo Line überquert den Clark Drive |                      |                               |                           |
| Streckenlänge: | 28,9 km              |                               |                           |
| Spurweite: | 1435 mm (Normalspur) |                               |                           |
| |                      |                               |                           |
| \| \| \| SeaBus \| \| \| \| \| Waterfront West Coast Express \| \| \| \| \| Dunsmuir-Tunnel \| \| \| \| \| Burrard \| \| \| \| \| Canada Line \| \| \| \| \| Granville \| \| \| \| \| \| \| \| \| \| Stadium–Chinatown \| \| \| \| \| Main Street–Science World \| \| \| \| \| Millennium Line \| \| \| \| \| Commercial–Broadway \| \| \| \| \| Nanaimo \| \| \| \| \| 29th Avenue \| \| \| \| \| Joyce–Collingwood \| \| \| \| \| Patterson \| \| \| \| \| Metrotown \| \| \| \| \| Royal Oak \| \| \| \| \| Edmonds \| \| \| \| \| \| \| \| \| \| Edmonds Yard \| \| \| \| \| 22nd Street \| \| \| \| \| New Westminster \| \| \| \| \| \| \| \| \| \| Columbia \| \| \| \| \| \| \| \| \| \| Millennium Line \| \| \| \| \| Skybridge (Fraser River) \| \| \| \| \| Scott Road \| \| \| \| \| Gateway \| \| \| \| \| Surrey Central \| \| \| \| \| King George \| \| |                      |                               |                           |
| |                      | SeaBus                        |                           |
| |                      | Waterfront West Coast Express |                           |
| U-Bahn-Tunnelanfang · U-Bahn-Strecke (im Tunnel) |                      | Dunsmuir-Tunnel               | Dunsmuir-Tunnel           |
| U-Bahn-Haltepunkt / Haltestelle (im Tunnel) · U-Bahn-Strecke (im Tunnel) |                      | Burrard                       | Burrard                   |
| U-Bahn-Kreuzung mit Tunnelstrecke und geradeaus oben (im Tunnel) · U-Bahn-Strecke nach rechts (im Tunnel) |                      | Canada Line                   | Canada Line               |
| U-Bahn-Haltepunkt / Haltestelle (im Tunnel) |                      | Granville                     | Granville                 |
| U-Bahn-Tunnelende |                      |                               |                           |
| U-Bahn-Haltepunkt / Haltestelle |                      | Stadium–Chinatown             | Stadium–Chinatown         |
| U-Bahn-Haltepunkt / Haltestelle |                      | Main Street–Science World     | Main Street–Science World |
| U-Bahn-Kreuzung · U-Bahn-Strecke von rechts |                      | Millennium Line               | Millennium Line           |
| |                      | Commercial–Broadway           |                           |
| U-Bahn-Haltepunkt / Haltestelle Ende Hochstrecke |                      | Nanaimo                       | Nanaimo                   |
| U-Bahn-Haltepunkt / Haltestelle |                      | 29th Avenue                   | 29th Avenue               |
| U-Bahn-Haltepunkt / Haltestelle Anfang Hochstrecke |                      | Joyce–Collingwood             | Joyce–Collingwood         |
| U-Bahn-Haltepunkt / Haltestelle |                      | Patterson                     | Patterson                 |
| U-Bahn-Haltepunkt / Haltestelle |                      | Metrotown                     | Metrotown                 |
| U-Bahn-Haltepunkt / Haltestelle Ende Hochstrecke |                      | Royal Oak                     | Royal Oak                 |
| U-Bahn-Haltepunkt / Haltestelle |                      | Edmonds                       | Edmonds                   |
| U-Bahn-Tunnel |                      |                               |                           |
| U-Bahn-Abzweig geradeaus, nach links und von links · U-Bahn-Betriebs-/Güterbahnhof Streckenende und quer |                      | Edmonds Yard                  | Edmonds Yard              |
| U-Bahn-Haltepunkt / Haltestelle Anfang Hochstrecke |                      | 22nd Street                   | 22nd Street               |
| U-Bahn-Haltepunkt / Haltestelle |                      | New Westminster               | New Westminster           |
| U-Bahn-Tunnelanfang |                      |                               |                           |
| U-Bahn-Bahnhof (im Tunnel) |                      | Columbia                      | Columbia                  |
| U-Bahn-Tunnelende |                      |                               |                           |
| U-Bahn-Abzweig geradeaus und nach links |                      | Millennium Line               | Millennium Line           |
| |                      | Skybridge (Fraser River)      |                           |
| U-Bahn-Haltepunkt / Haltestelle |                      | Scott Road                    | Scott Road                |
| U-Bahn-Haltepunkt / Haltestelle |                      | Gateway                       | Gateway                   |
| U-Bahn-Haltepunkt / Haltestelle |                      | Surrey Central                | Surrey Central            |
| U-Bahn-Kopfbahnhof Ende Hochstrecke |                      | King George                   | King George               |

Die Expo Line ist eine U-Bahn-Linie des SkyTrain Vancouver, des Nahverkehrssystem der Agglomeration Metro Vancouver in Kanada. Die normalspurige Linie ist 28,9 km lang und besitzt 20 Stationen (davon drei unterirdisch). Sie wurde am 3. Januar 1986 im Hinblick auf die Weltausstellung Expo 86 eröffnet und verbindet Vancouver mit Burnaby, New Westminster und Surrey. Betreiberin und Besitzerin ist die Verkehrsgesellschaft TransLink. Zwischen den Stationen Waterfront und Columbia teilt sie sich die Strecke mit der Millennium Line. Die Züge verkehren vollautomatisch mit Linearmotoren.

## Strecke
Die Linie beginnt im Bahnhof Waterfront am Ufer des Burrard Inlet, wo Anschluss an die SeaBus-Fähre und die Vorortseisenbahn West Coast Express besteht (seit 2009 auch an die Canada Line). Es folgt der 1,4 km lange Dunsmuir-Tunnel, der früher als Verbindung zum Güterbahnhof am False Creek diente. Dieser endet kurz vor der Station Stadium–Chinatown.
Bis New Westminster ist die Strecke aufgeständert, mit Ausnahme kurzer ebenerdiger Abschnitte zwischen Nanaimo und Joyce–Collingwood im Osten Vancouvers sowie bei der Station Edmonds und dem gleichnamigen Betriebshof in Burnaby. Es folgt ein kurzer Tunnel mit der unterirdischen Station Columbia. Nordöstlich davon befindet sich der Abzweig der Millennium Line. Anschließend überquert die Strecke auf der 616 m langen Skybridge den Fraser River. Die restliche Strecke bis zur Endstation King George in Surrey ist aufgeständert. Die Trasse verläuft etwa einen Straßenblock weiter und dient in diesem Bereich als Abstellgleis, ist aber so gebaut, dass die Strecke in Zukunft verlängert werden kann.
Von einem Punkt unmittelbar westlich der Station Nanaimo bis zur Station Westminster folgt die Expo Line der Trasse der ehemaligen Central Park Line, auf der von 1890 bis 1954 Interurbans (Überlandstraßenbahnen) der British Columbia Electric Railway verkehrten.

## Geschichte

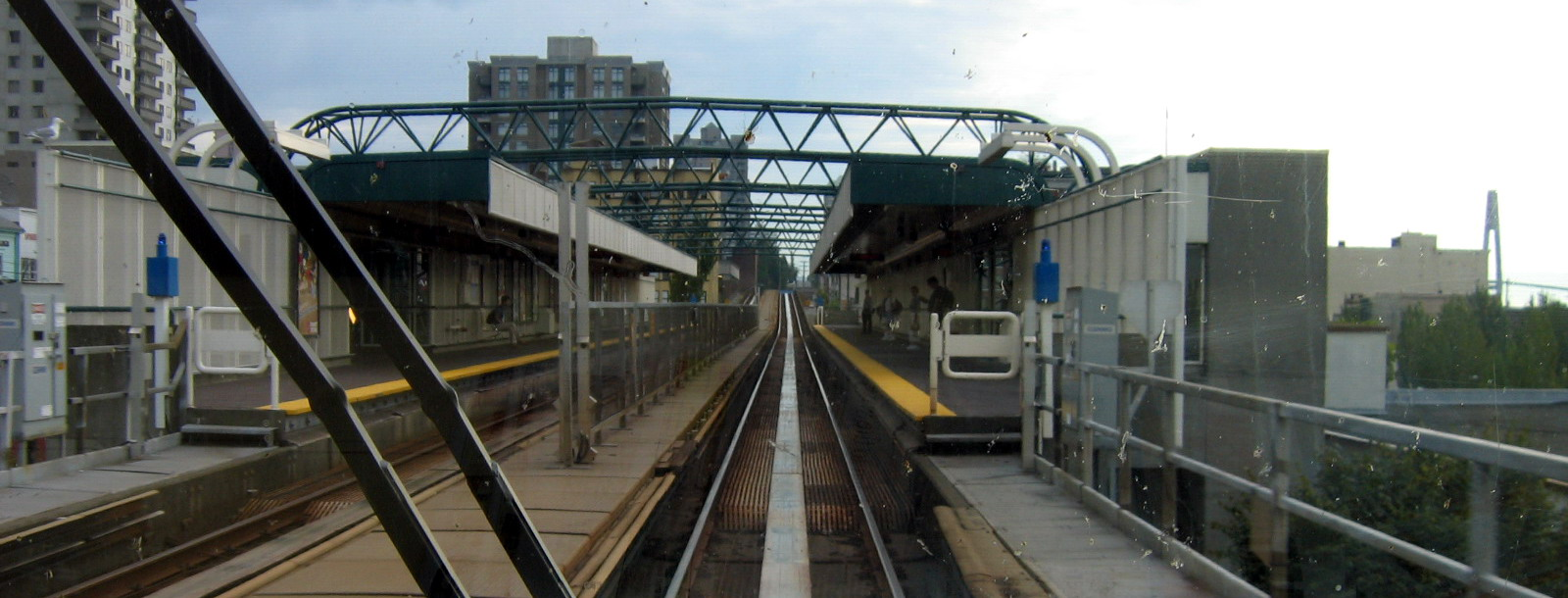
Station New Westminster

Der SkyTrain war zu Beginn ein Vorführprojekt, um die Linearmotorentechnologie in Vancouver und anderen Städten vorzustellen. Dabei handelte es sich um das System Advanced Rapid Transit (ART) der Urban Transportation Development Corporation (mittlerweile im Bombardier-Konzern aufgegangen). Die Bauarbeiten an der Teststrecke begannen 1981 und waren zu Beginn des Jahres 1983 abgeschlossen. Die Teststrecke war einen Kilometer lang und umfasste eine einzige Station. Diese hatte damals noch keinen Namen, heißt heute aber Main Street–Science World.
Die Teststrecke bestand aus einem geradlinigen Teilstück östlich der Station über der Terminal Avenue. Während der Bauarbeiten an der Millennium Line musste dieser Abschnitt verstärkt werden, um die schwereren Züge des Typs MK II tragen zu können. Dies geschah durch das Hinzufügen zusätzlicher Stahlbetonträger an den Pfeilern, welche die Strecke tragen.
Nach Beendigung der Vorführungen begannen die Bauarbeiten an der restlichen Strecke. Am 11. Dezember 1985 wurde zwischen den Stationen Waterfront und New Westminster ein Probebetrieb aufgenommen, der kostenlose Fahrten an Wochenenden umfasste. Der fahrplanmäßige Betrieb begann am 3. Januar 1986, fünf Monate vor Beginn der Expo 86. Während dieser Weltausstellung verkehrten zusätzliche Pendelzüge von einem dritten Gleis in der Station Stadium–Chinatown (wo ein Anschluss zur Einschienenbahn auf dem Ausstellungsgelände bestand) zum Bahnhof Waterfront unweit von Canada Place, dem kanadischen Pavillon.
Der erste Abschnitt hatte eine Länge von 21,4 km. 1987 begannen die Bauarbeiten am zweiten Abschnitt. Zunächst wurde am 14. Februar 1989 das 0,6 km lange Teilstück bis Columbia eröffnet. Weitere 2,5 km folgten am 16. März 1990 mit der Eröffnung des Teilstücks über die Skybridge zur Scott Road in Surrey. Schließlich begannen Ende 1991 die Bauarbeiten am dritten Abschnitt innerhalb der Stadt Surrey. Das Teilstück von 4 km Länge zur Station King George wurde am 28. März 1994 eröffnet, womit die Linie ihre heutige Ausdehnung erreichte.